# Aureliano de Reome
Aureliano de Reome, también conocido como Aurelianus Reomensis, (fl. c. 840–850) fue un monje benedictino, escritor y teórico de la música franco. Es el autor de Musica disciplina, que es el tratado conservado más antiguo sobre música de la Edad Media europea.

## Vida
Casi nada se sabe sobre su vida, salvo lo que se puede deducir del propio tratado. Durante algún tiempo fue miembro del monasterio de San Juan de Reome, en la Côte-d'Or cerca de la actual Moutiers-Saint-Jean. Aureliano dice en su tratado que él es el primer monje de Reome, pero que fue expulsado de la comunidad por una ofensa que no especifica. De hecho, escribe el tratado como penitencia, a petición de sus colegas que necesitaban su conocimiento especializado y como un intento de suplicar al abad Benard de San Juan de Reome. Si fue o no readmitido en el monasterio gracias a su escrito no se sabe. Hay un registro de un abad llamado Bernard en San Juan de Reome que comienza en el año 846, que poco tiempo después pasó a ser obispo de Autun. Este registro ha servido para establecer la fecha del tratado de Aureliano. Ha habido un intento de asociar a Aureliano de Reome con Aureliano, el arzobispo de Lyon desde 876 al 895, pero la evidencia es circunstancial.

## Obra

### Musica disciplina
El tratado Musica disciplina es el escrito más temprano sobre música en la Europa medieval, en cualquier idioma, desde la Antigüedad clásica. Sólo San Isidoro de Sevilla escribió sobre música antes que Aureliano y trataba sobre la música de la Antigüedad. Esta obra de Aureliano es la primera en abordar el canto llano, en el período inmediatamente después de que el canto gregoriano fuese estandarizado en el norte y occidente de Europa. En este trabajo encontramos la muestra conservada más temprana de notación musical, aunque el tipo de notación utilizado se ha resistido hasta ahora a la interpretación definitiva y sólo aparece en una pequeña sección de su libro.
Uno de los temas más importantes abordados en el Musica disciplina, para estudiantes contemporáneos, son los ocho modos, conocidos hoy como modos eclesiásticos, aunque Aureliano no hizo uso de tal término. Como fuentes, Aureliano utilizó a San Isidoro de Sevilla, Casiodoro y sobre todo Boecio, si bien los ocho modos más probablemente fueran importados de la música bizantina en el siglo VIII. En vez de dar a los modos los nombres usados por los antiguos griegos como Boecio (modo dórico, modo frigio, etc.) Aureliano inventó sus propios nombres, como el noannoeane y noeagis; también incluye el fascinante pasaje que Carlomagno mismo había ordenado que fueran añadidos cuatro modos más a los ocho existentes, haciendo un total de doce (habrá que esperar hasta el siglo XVI en que los cuatro modos restantes fueron definidos; esto ocurrió en el Dodecachordon de Glareanus).
Un habitual objeto de controversias es si el tratado Musica disciplina es una muestra de una tradición de escritos sobre música, de la cual el resto se ha perdido, o bien si Aureliano fue el primero en asumir la tentativa de codificar la práctica existente. La música como disciplina intelectual sólo había sido recuperada a finales del siglo VIII por Alcuino, como parte de una campaña para reanimar todas las artes liberales de la Antigüedad y que era uno de los rasgos más significativos del Renacimiento carolingio. Es probable que hubiese habido obras previas sobre música perdidas entre finales del siglo VIII y principios del siglo IX. Pero de ser así, Aureliano no hace ninguna referencia a ellas. Además, Aureliano cometió muchos errores en su interpretación de Boecio. La teoría de la música europea estaba en su infancia y la teoría de la música de la Antigüedad, tal y como fue transmitida por Boecio, era evidentemente difícil de entender y de aplicar a la tradición de canto, que era la única música que Aureliano conocía.
Otros temas contenidos en el tratado Musica disciplina incluyen la "música de las esferas," los efectos éticos y morales de la música y las proporciones musicales; además incluye una narrativa sobre los inventores de la música, por ejemplo Pitágoras y Jubal. El libro también contiene descripciones de más de 100 cantos; lamentablemente contamos solamente con descripciones verbales, ya que la notación diastemática no se había desarrollado en el año 850, aunque han sido varias las tentativas de transcribirlos y correlacionarlos con versiones posteriores de los mismos cantos.